# 马库斯·特伦提乌斯·瓦罗·卢库鲁斯
马库斯·特伦提乌斯·瓦罗·卢库鲁斯（Marcus Terentius Varro Lucullus，约前116年—约前56年），罗马共和国后期的军事人物、执政官。他是卢基乌斯·李锡尼·卢库鲁斯的弟弟。在镇压斯巴达克斯起义的过程中，他曾出兵增援克拉苏。
前72年，作为马其顿行省资深执政官，卢库鲁斯在色雷斯击败Bessi，推进到多瑙河一带以及黑海西岸。